# Olszew
Olszew [pronunciación en polaco: /ˈɔlʂɛf/] es un pueblo ubicado en el distrito administrativo de Gmina Goszczyn, dentro del Condado de Grójec, Voivodato de Mazovia, en el este de Polonia central. Se encuentra aproximadamente a 7 kilómetros al norte de Goszczyn, a 10 kilómetros al sur de Grójec, y a 50 kilómetros al sur de Varsovia.